# Viola diamantiaca
Viola diamantiaca là một loài thực vật có hoa trong họ Hoa tím. Loài này được Nakai miêu tả khoa học đầu tiên năm 1919.